# Descarrilamento de trem no Missouri de 2022
Em 27 de junho de 2022, o Southwest Chief operado pela Amtrak, descarrilou perto da pequena cidade de Mendon, Missouri, localizada a 80 milhas a noroeste de Columbia e quase 160 milhas a nordeste de Kansas City (Missouri). O descarrilamento foi causado pelo trem atingindo um caminhão de lixo que estava obstruindo um cruzamento ferroviário da County Road 111 na área vizinha de Triplett, Missouri, quase três milhas a sudoeste de Mendon. O trem fazia um trajeto de Los Angeles a Chicago, com paradas. 243 passageiros e 12 tripulantes estavam a bordo em oito Superliners com um vagão de bagagem e dois Amtrak P42DCs (133 e 166) liderando durante o descarrilamento às 12h42 (CDT). Múltiplas mortes e pelo menos 50 feridos foram relatados.

## Investigação
O Conselho Nacional de Segurança nos Transportes (NTSB) abriu uma investigação sobre o acidente, despachando um Go Team de 14 membros para o local.